# قرصنة
هذه المقالة هي عن القرصنة كمصطلح عام، إن كنت تبحث عن قرصنة البرمجيات انظر هنا.
القرصنة (ممتهنها: قرصان، والجمع: قراصنة) هي سرقة مرتكبة في البحر، أو أحياناً على الشاطئ، من قبل عميل غير مدفوع من أي دولة أو حكومة. وقد أصبحت القرصنة حديثاً مصدر خطر داهم خاصة في سواحل الصومال التي تخضع خضوعا كاملا للقراصنة حيث تجري ثلث عمليات القرصنة في العالم قرب سواحل الصومال. كانت أقرب الحالات الموثقة للقرصنة هي في القرن الرابع عشر قبل الميلاد، عندما هاجم مجموعة من لصوص البحر الحضارات الواقعة على بحر أيجة والبحر الأبيض المتوسط. القنوات الضيقة التي يجري فيها شحن السفن خلقت فرصاً سهلة للقراصنة. تشمل الأمثلة التاريخية للقرصنة مياه جبل طارق ومضيق ملقا ومدغشقر وخليج عدن وبحر المانش. هذا فضلا عن وجود القرصنة التفويضية. ويوازي القرصنة في البرية نصب الكمائن من قبل قطاع الطرق واللصوص للمسافرين في المناطق الجبلية والممرات السريعة. تستخدم القرصنة التفويضية نفس اساليب القرصنة لكن بأخذ الأوامر من الحكومات بهدف الأستيلاء على سفن دولة عدوة. يمكن لمصطلح القرصنة أن يشمل الأعمال القائمة في الجو أو البر لكن في هذه المقالة سنركز على القرصنة البحرية. لكنها لن تتضمن الجرائم المرتكبة على نفس السفينة كاعتداء مسافر على أخر بهدف السرقة أو غيرها. القرصنة هو اسم جريمة محددة بموجب القانون الدولي العرفي. وصولا إلى القرن الواحد والعشرين تبقى القرصنة البحرية ضد سفن النقل مسألة هامة (حيث تقدر الخسائر السنوية بحوالي 16 مليار دولار، حسب 2007)، وخاصة في المياه الواقعة بين البحر الأحمر والمحيط الهندي، قبالة الساحل الصومالي، وكذلك في مضيق ملقا وسنغافورة. في سنة ال2000 وما بعدها، سُلِح القراصنة بأسلحة أوتوماتيكية وقذائف صاروخية وإستُخدمت القوارب الصغيرة لمهاجمة السفن. يواجه المجتمع الدولي تحديات كثيرة في جلب القراصنة المعاصرين إلى العدالة، وتحدث الهجمات التي يقومون بها غالباً في المياه الدولية. وفي هذا الوقت أستخدمت بعض الدول قوات بحرية خاصة لحماية سفنها من القرصنة.

## أصل التسمية
كلمة قرصان هي كلمة معربة في القرون الوسطى عن اللاتينية الوسيطة cursarius وهي تعود بأصلها إلى الكلمة اللاتينية cursus أي المجرى والمسار من الفعل currere أي جرى (وهذا جذر عربي). وقد تطور المعنى في اللاتينية الوسيطة من المجرى إلى الرحلة إلى الحملة وخصّص المعنى للهجوم بغرض النهب. يجدر بالذكر أن كلمة capitaine عُرّبت متأثرة بصيغة (قرصان) بضم القاف فصارت (قـُـبطان) من باب التوفيق الصوتي، يُعتقد أن التعريب الأول لكلمة cursarius كان (قرصار) وتحولت الراء الأخيرة بمرور الوقت إلى نون ربما تأثراً بكلمة قبطان.[بحاجة لمصدر]
الكلمة الإنجليزية "pirate" مشتقة من المصطلح اللاتيني "pirata" (بحار، لص البحر) وأصلها يعود من الكلمة اليونانية "πειρατής" وتعني قرصان، المعنى الحرفي peiratēs في اليونانية هو «الشخص الذي يهاجم (السفن)»  لم يوحد إملاء هذه الكلمة حتى القرن الثامن عشر حيث كانت تكتب "pirrot"أو"pyrate"أو"pyrat".

## التاريخ
قد يكون من المعقول افتراض إن القرصنة بدأت منذ فترة طويلة حين بدأت التجارة في المياه.

### أوروبا وشمال أفريقيا

#### العصور القديمة
أقرب الحالات الموثقة من القرصنة هي من شعوب البحر الذين هددوا السفن المبحرة في مياه بحر إيجه والبحر الأبيض المتوسط في القرن ال14 قبل الميلاد. في العصر الكلاسيكي القديم كان الإيليريون والتيرهينيون معروفين بكونهم قراصنة. أما اليونانيين القدماء والحضارات الرومانية فقد واجهوا القراصنة. وفي خلال رحلاتهم لجأ بعض الفينيقيين للقرصنة، بل وأختص البعض منهم في اختطاف الأطفال والشباب ليبيعوهم كعبيد.
خلال القرن الثالث قبل الميلاد، جلبت هجمات القراصنة الفقر إلى شعب اوليمبوس (مدينة في الأناضول). من بين أكثر الشعوب الشهيرة في القرصنة كان هناك الإيليريون وهم شعب يعيش في شبه جزيرة البلقان الغربية. وباستمرار الإغارة على البحر الأدرياتيكي، تسبب الإليريون في العديد من الصراعات مع الجمهورية الرومانية.وفي العام 168 قبل الميلاد غزا الرومان «الياريا» وظنوا بأنهم أنهو التهديد. لكن في القرن الأول قبل الميلاد كانت بلدان القراصنة الممتدة على ساحل الأناضول تهدد تجارة الإمبراطورية الرومانية في شرق البحر المتوسط. في رحلة واحدة في بحر أيجة سنة 75 ق.م  تم اختطاف يوليوس قيصر وسجن لفترة وجيزة من قبل قراصنة سيلسين في جزيرة دوديكانيسيا. قرر مجلس الشيوخ اخيرا التصرف، واستعانوا بالقائد العام جاليونيوس بومينيوس والذي تمكن من قمع التهديد بعد ثلاثة أشهر من الحرب البحرية.
في أوائل سنة 258 م إجتاح الأسطول القوطي-الهيروليوني المدن الواقعة على سواحل البحر الأسود وبحر مرمرة. عانت ساحل بحر إيجه من هجمات مماثلة بعد سنوات قليلة. في 264 وصل القوط إلى غلاطية وكبادوكيا وهبط القراصنة منهم في قبرص وكريت. في هذه العملية استولى القوط على الغنائم وأخذوا الألاف من الأسرى. في 286 م تولى القائد كارسيس وهو قائد عسكري روماني من أصول غالية قيادة كلاسيس البريطانية، وأخذ مسؤولية القضاء على القراصنة الأفرنجيين والسكسونيين الذين داهموا سواحل أروموريكا وبلاد الغال. في مقاطعة رومانيا في بريطانيا قبض على القديس باتريك وأستعبد من قبل القراصنة الآيرلنديين.

#### القرون الوسطى

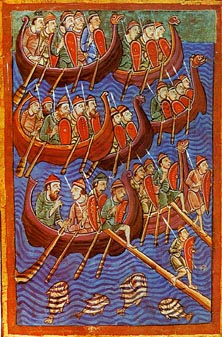
أسطول من الفايكنج، رسمت اللوحة في منتصف القرن الثاني عشر.

كان الفايكنج ومحاربي البحر من إسكندنافيا القراصنة الأكثر شهرة في أوروبا في القرون الوسطى، حيث نهبوا وهاجموا بين القرنين الثامن والثاني عشر. داهم العديد من هؤلاء السواحل والأنهار والمدن الداخلية لأوروبا الغربية وكذلك إشبيلية، التي تعرضت للهجوم من قبل نورس "Norse " في 844. هاجم الفايكنج أيضا سواحل شمال أفريقيا وإيطاليا ونهبوا كامل سواحل بحر البلطيق. وصل بعض الفايكنج إلى أنهار أوروبا الشرقية والبحر الأسود وبلاد فارس. غياب السلطة المركزية في جميع أنحاء أوروبا خلال العصور الوسطى مكّن القراصنة من مهاجمة السفن والمناطق الساحلية في جميع أنحاء القارة.
في أواخر العصور الوسطى، حارب قراصنة فريزيون بقيادة بيير جيرلوفز وجاماكا وزرد، ضد قوات الإمبراطور الروماني المقدس شارل الخامس وحققوا بعض النجاحات. نحو نهاية القرن التاسع عشر، أنشئ قراصنة المورو مواقع لهم على طول الساحل لجنوب فرنسا وشمال إيطاليا. في 846 أغلق قراصنة مورو بقية الكنائس الإضافية لكنيسة القديس بولس وكنيسة القديس بطرس. في 911، لم يكن بإستطاعة أسقف أربونة العودة إلى فرنسا من روما لأن المغاربة من فرخشنيط سيطروا على كل الممرات في جبال الألب. خلال الفترة من عام 824 إلى 961 داهم القراصنة العرب في إمارة كريت البحر الأبيض المتوسط بأكمله. وفي القرن ال14، أجبرت غارات قراصنة مور دوق الفينيسي لجزيرة كريت على إرسال طلب للبندقية لأجل إبقاء الأسطول البحري للحراسة الدائمة.
بعد الغزوات السلافية على المقاطعة الرومانية السابقة «دلمتيا» في القرنين الخامس والسادس، قامت قبيلة تسمى بالنارنتينز "Narentines" بإعادة إحياء عادات القرصنة الإليرية القديمة وداهمت البحر الأدرياتيكي بصورة متكررة ابتداء من القرن السابع. في عام 642 قاموا بغزو جنوب إيطاليا واعتدوا على مدينة "Siponto". إزدادت الغارات في البحر الأدرياتيكي بسرعة، وأصبح البحر بأكمله غير آمن للسفر.
أخذت قبائل النارنتينز حريتها في تنفيذ الغارات بينما كان الأسطول الفينيسي بالخارج. وسرعان ما تخلوا عن عاداتهم في القرصنة عند عودة الأسطول ووقعوا حتى على معاهدة مع البندقية وعُّمِد زعيمهم للمسيحية. لكنهم في 834 أو 835 كسروا المعاهدة، ومرة أخرى داهموا تجار من البندقية إثناء عودتهم من بينيفينتو، فشلت جميع محاولات جيش البندقية في معاقبتهم. لاحقاً داهموا البندقية جنباً إلى جنب مع العرب. في عام 846م، إقتحم النارنتينز البندقية نفسها وداهموا منطقة البحيرة في كارولي. وفي منتصف مارس من سنة 870 إختطفوا مبعوثي الأسقف الروماني الذين كانوا عائدين من المجلس الكنسي في القسطنطينية. سبب هذا حدوث عملية عسكرية ضدهم من قبل البيزنطيين والذي أدخل المسيحية أليهم. بعد حدوث الغارات العربية على ساحل البحر الادرياتيكي حوالي 872م وتراجع البحرية الإمبراطورية، واصل النارنتينز غاراتهم على مياه البندقية، مما تسبب في صراعات جديدة مع الايطاليين في الأعوام 887-888. واصلت البندقية في محاربتهم عبثاً على مر القرون العاشر والحادي عشر.

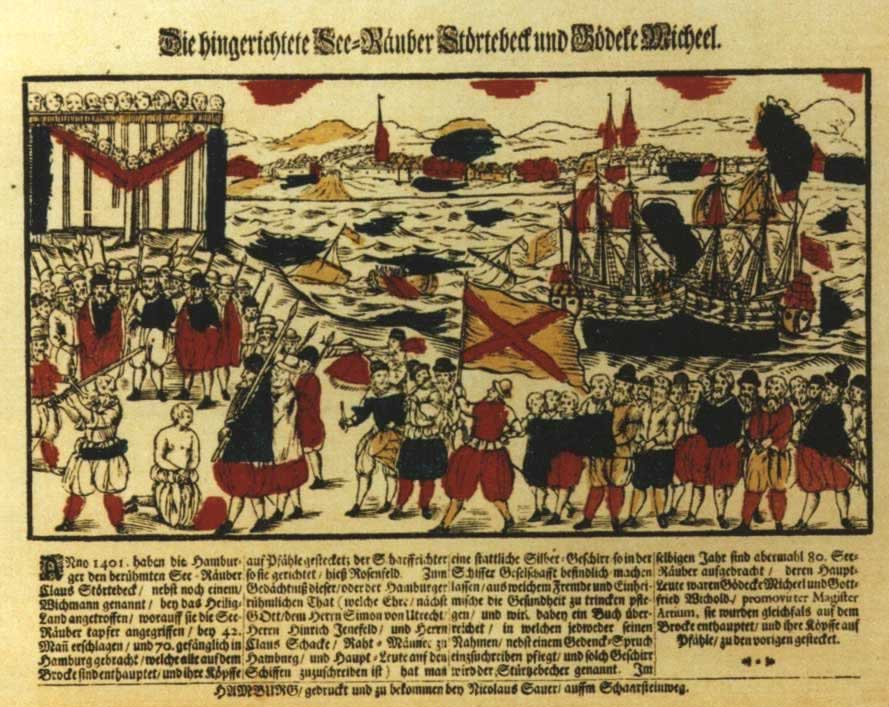
قراصنة ال"Vitalienbrüder"(وهم منظمة مطلقة تحولوا من القرصنة التفويضيةإلى القرصنة،متوطنين بحر البلطيق في العصور الوسطى.

في عام937، وقف القراصنة الايرلنديين مع الاسكتلنديين، الفايكنج، البيكتس، والويلز في غزوهم لإنجلترا.لكن تم إعادتهم مندحرين بواسطة الملك أثيلستان.
أما القرصنة السلافية لبحر البلطيق فقد إنتهت مع الغزو الدنيماركي لحصن راني في 1168. في القرن الثاني عشر نُهِبت السواحل الإسكندنافية الغربية من قبل قبيلتي "Curonians" و "Oeselians" من جهة الساحل الشرقي لبحر البلطيق. في القرنين الثالث عشر والرابع عشر، هدد القراصنة طرق الرابطة الهانزية وكادوا أن يؤدوا بالتجارة البحرية إلى الانقراض. يذكر هـ.توماس ميلورن رجل إنجليزي معين أدين بالقرصنة يدعى وليام موريس، بأنه أول من تعرض للشنق والسحب والارباع مما يدل إن هنري الثالث ملك إنجلترا قد أخذ هذا الأمر بجدية واعتبره جريمة كبيرة.
كان ال "ushkuiniks" قراصنة من فيليكي نوفغورود، نهبوا المدن الواقعة على نهري فولغا وكاما في القرن الرابع عشر.

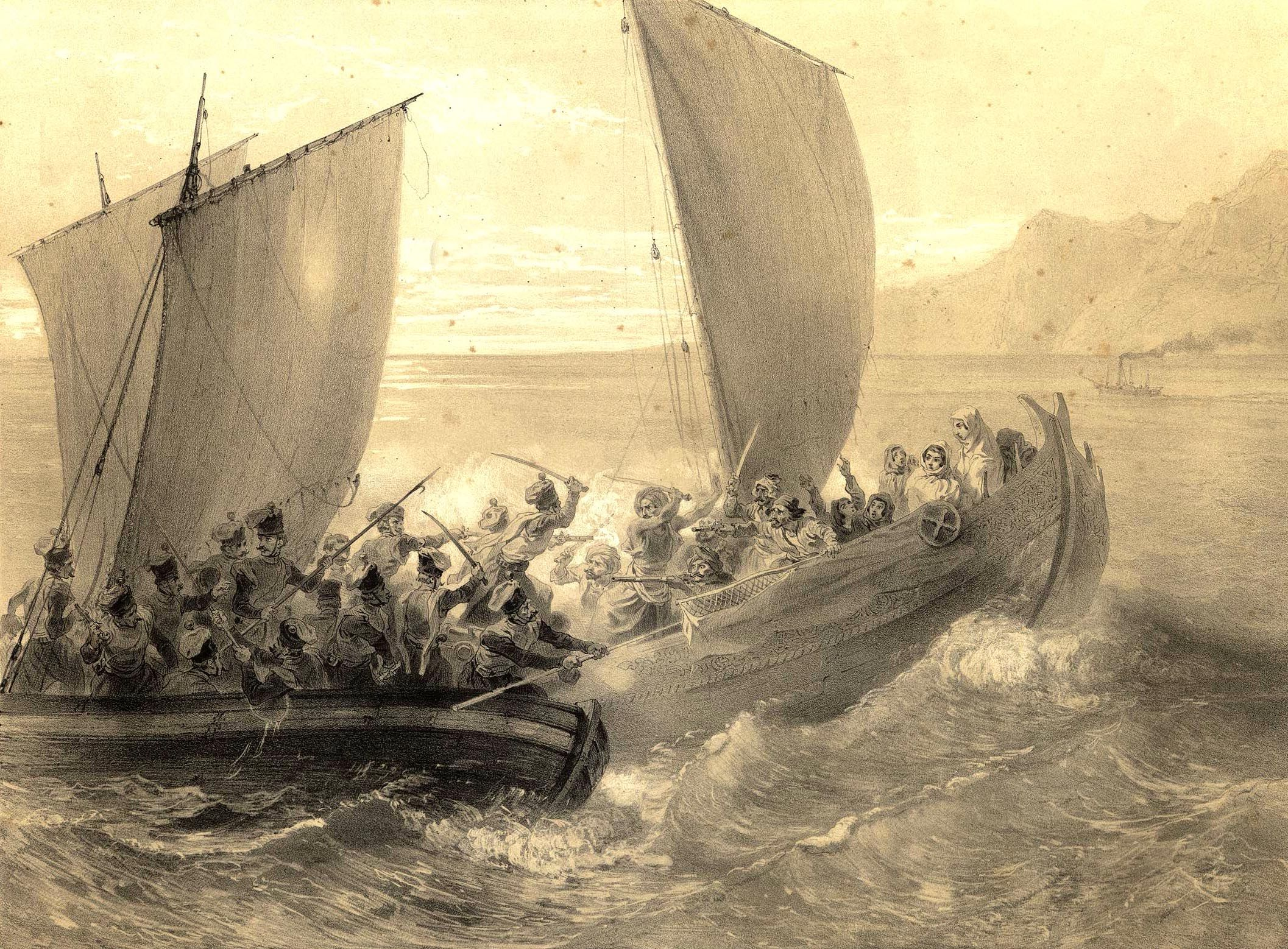
"القوزاق إثناء قتال سفينة تركية" بواسطة: غريغوري غاغارين.

في وقت مبكر من العصور البيزنطية، عُرف قراصنة أخرين، هم المانيوتس"Maniots"،(أحد أقوى سكان اليونان). أعتبر قراصنة المانتيوس القرصنة كفعل مشروع نتيجة لحقيقة إن ارضهم باتت فقيرة جدا وان القرصنة هي مصدر دخلهم الرئيس. كان العثمانيون الضحية الأساسية لهم، لكنهم إستهدفوا كذلك سفن من دول أوروبية.
كانت "Zaporizhian Sich" جمهورية القراصنة في أوروبا من القرن ال16 وحتى القرن ال18. تقع في إقليم القوزاق في البادية البعيدة من أوروبا الشرقية، وكانت مأهولة من قبل الفلاحين الأوكرانيين الذين هربوا من أسيادهم الإقطاعيين والخارجين على القانون من كل نوع، طبقة النبلاء من المعوزين، العبيد الفارين من السفن التركية..الخ. بُعد المكان ووجود المنحدرات في نهر دنيبر أمن حراسة فعالة للمنطقة في ذلك العقد من الهجامت الانتقامية. كان الهدف الرئيسي لسكان "Zaporizhian Sich"، الذين أطلقوا على أنفسهم القوزاق، هو المستوطنات الغنية الواقعة على شواطيء البحر الأسود في الإمبراطورية العثمانية وخانية القرم.

#### قراصنة البحر الأبيض المتوسط

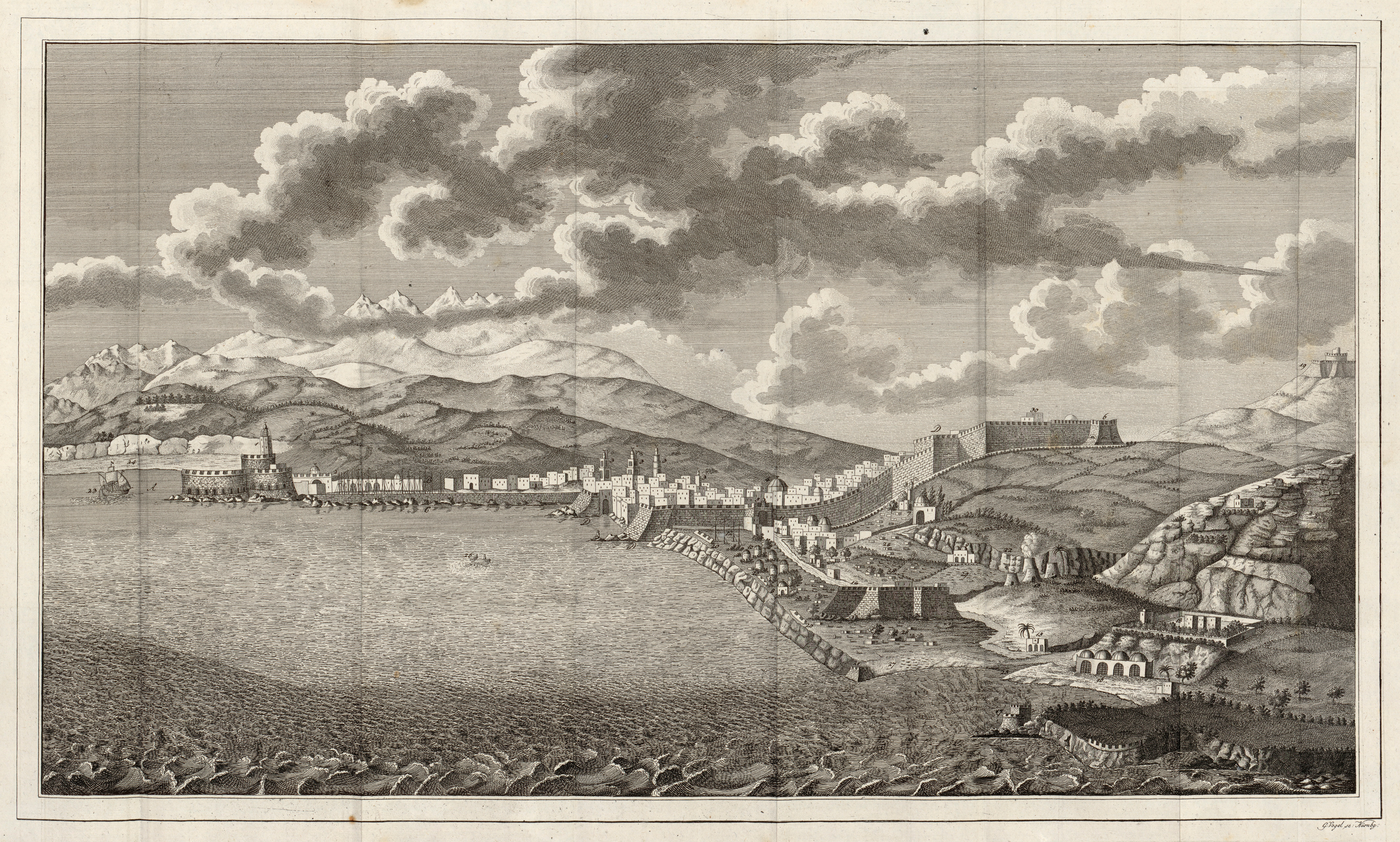
الجزائر العاصمة سنة 1798-1800م

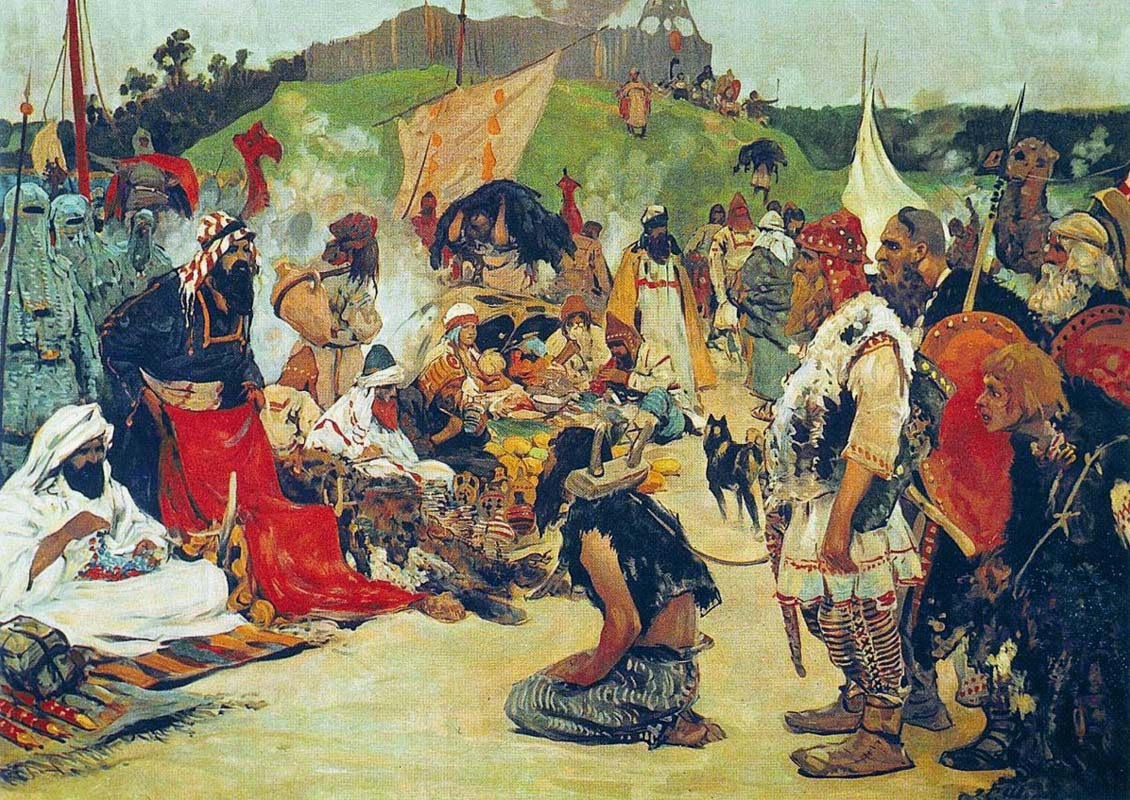
قراصنة أمام حكام الجزائر في العاصمة الجزائرية

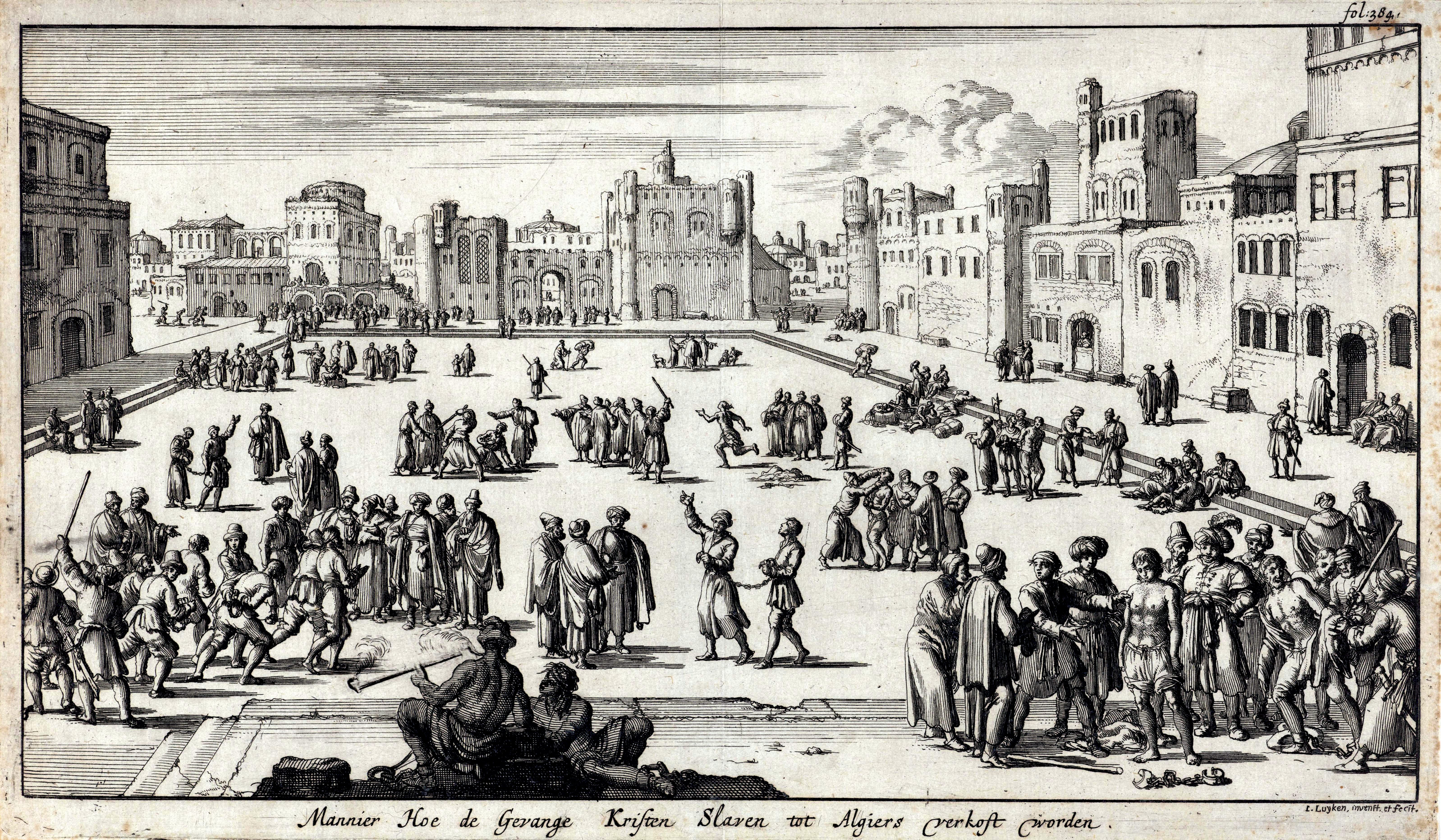
نحت هولندي قديم، عنوان اللوحة الأصلي:الطريقة التي كان يُباع بها السجناء المسيحيون كعبيد في سوق الجزائر العاصمة 1684

برغم كونهم أقل شهرة من قراصنة الكاريبي أو الأطلسي، فإن عدد قراصنة البحر المتوسط يعادل أو يفوق عدد القراصنة الآخرين في أي مرحلة تاريخية. جرت القرصنة في البحر الأبيض المتوسط بواسطة القوارب حتى القرن السابع عشر حيث بدؤوا باستخدام السفن الشراعية ذات المناورة العالية مثل «xebecs وbrigantines». كانت قوارب القراصنة صغيرةً وبارعةً ومسلحةً بأسلحةٍ خفيفة، وفي كثيرٍ من الأحيان مأهولةٌ بكثرةٍ كي يطغى العدد على طواقم السفن التجارية. عموماً كان من الصعب مطاردة القراصنة والقبض عليهم. اعتقد الأميرال الفرنسي آن هيلاريون دي تورفيل في القرن ال17 بأن الطريقة الوحيدة للقبض عليهم كانت باستعمال سفينة قراصنة أيضاً. وكان من الشائع استعمال السفن المعدلة لهذا الغرض لمكافحة القراصنة، وقد بنيت هذه القوارب من قبل الإنجليز في جامايكا عام 1683  ومن قبل الإسبان أواخر القرن السادس عشر.
أدى توسع سلطة المسلمين من خلال الغزو العثماني لأجزاء كبيرة من شرق البحر الأبيض المتوسط في القرنين ال15 وال16 إلى انتشار قرصنة السفن التجارية. بدأ ما يسمى بالقراصنة المسلمين انطلاقا من موانئ شمال إفريقيا في الجزائر وتونس وطرابلس والمغرب وموريا (اليونان حالياً)، كان مصدر القرصنة الرئيس لهؤلاء هو السفن المسيحية، وكان القراصنة المسلمون اسمياً تحت سيطرة السلطة العثمانية، ولكنهم كانوا مستقلين من ناحية محاربة أعداء الإسلام. كان القراصنة المسلمين في كثير من الأحيان يصنفون كقراصنة تفويضيين. واعتبروا أنفسهم محاربين لردع التوغل المسيحي الذي بدأ منذ الحملة الصليبية الأولى (1098م).

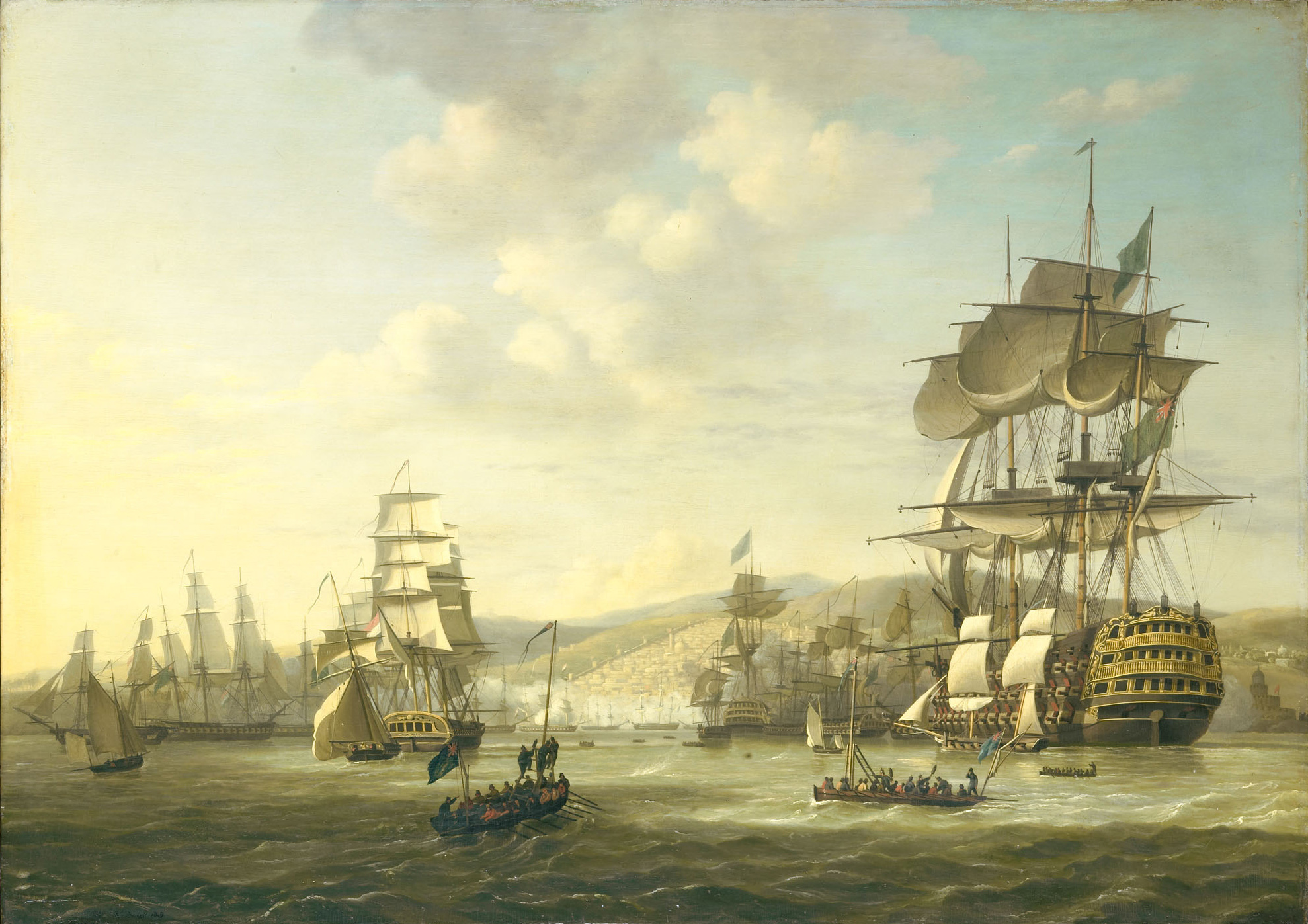
قصف الجزائر من قبل الأسطول البريطاني الهولندي عام 1816 كإنذار لاطلاق سراح العبيد الأوروبيين

تعرضت القرى والبلدات الساحلية في إيطاليا واسبانيا، وجزر البحر الأبيض المتوسط في كثيرٍ من الأحيان للهجوم من قبل القراصنة المسلمين، وأضحى الكثير من السواحل الإيطالية والإسبانية خالية من سكانها. بعد عام 1600م اجتاح القراصنة المسلمون في بعض الأحيان المحيط الأطلسي واتجهوا شمالا حتى آيسلندا. ووفقا لروبرت ديفيس فإن ما بين مليون و 1.25 مليون أوروبي وقعوا في أسر القراصنة المسلمين وبيعوا كعبيد في شمال أفريقيا والإمبراطورية العثمانية بين القرنين ال16 وال19. من ضمن القراصنة المسلمين الأكثر شهرة يمكن ذكر خير الدين بربروس وشقيقه الأكبر عروج بربروس المعروف بذي اللحية الحمراء، ودرغوث رئيس، وكوردوغلو (المعروف بCurtogoli في الغرب)، وكمال ريس، وصالح ريس ومراد رايس (الأكبر) بالإضافة لعددٍ قليلٍ من القراصنة المسلمون من الغرب مثل الهولندي مراد رايس (الأصغر) والإنجليزي جاك وارد (والمستوحى منه شخصية «جاك سبارو» من الفيلم الشهير قراصنة الكاريبي)، وكانوا من القراصنة التفويضيين المنشقين ممّن تحولوا إلى الإسلام.
كان للقراصنة المسلمين نظراء مباشرين من المسيحيين وهم فرسان الإسبتارية الذين بدؤوا أول الأمر من جزيرة رودس ومن ثم مالطا بدءاً من عام 1530 بالرغم من أنهم كانوا أقل عدداً من القراصنة المسلمين وأسروا بالتالي عبيداً أقل. شن كل من الجانبين الحرب على نظيره المعادي له في الدين، واستخدم كلاهما قوارب القادس كسلاح. اعتمد القراصنة المسلمين على العبيد المسيحيين كمجذفين لسفنهم بينما اعتمد المسيحيون على المسلمين والمسيحيين المحكومين وعلى رجال أحرار يعانون اليأس والفقر.

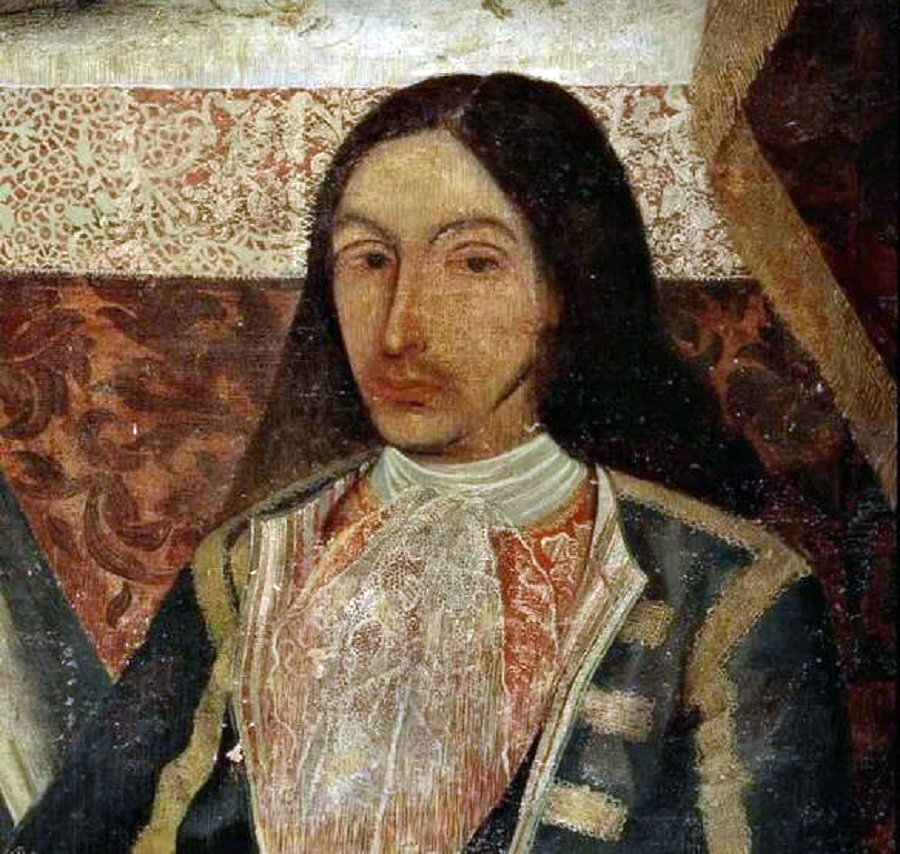
امارو البغروس كان أحد أشهر القراصنة خلال العصر الذهبي للقراصنة.

وقد وصف المؤرخ بيتر إيرل الصراع بين الجانبين المسيحي والمسلم في البحر الأبيض المتوسط بأنه «صورة طبق الأصل من الافتراس البحري، وهم عبارة عن أسطولين للنهب ضد بعضهم بعضاً»، ساعد الصراع بين القوى الأوروبية القراصنة المسلمين في القرن السابع عشر حيث شجعت فرنسا القرصنة ضد إسبانيا (القرن السادس عشر)، ثم ساندتهم بريطانيا وهولندا ضد فرنسا. بحلول النصف الثاني من القرن السابع عشر بدأت القوى الأوروبية عملياتٍ انتقاميةٍ لإجبار الدول المسلمة على توقيع سلامٍ معهم، وكانت أنجح الدول في التعامل مع تهديد القراصنة هي بريطانيا. ومنذ حوالي 1630 فصاعداً وقعت إنجلترا معاهدات سلام مع الدول المسلمة في عدة مناسبات، لكن خرق هذه الاتفاقيات كان يؤدي إلى اشتعال الحرب كل مرة. كلف تزايد القوة البحرية الإنجليزية السواحل المسلمة أثماناً باهظة. في عهد تشارلز الثاني انتصرت عدة حملات إنجليزية على الغارات المهددة وشنت الهجوم على موانيء وطنهم مما أنهى وبشكل تام تهديد القراصنة المسلمين لسفن الشحن الإنجليزية. عام 1675 أدى قصفٌ من قبل سربٍ من البحرية الملكية البريطانية بقيادة السير جون ناربرو وحملات أخرى بقيادة آرثر هربرت إلى التفاوض على سلامٍ دائمٍِ (حتى 1816) مع ولايتي تونس وطرابلس الغرب.
حققت فرنسا -التي كانت برزت مؤخراً باعتبارها قوةً بحريةً رائدةً- نجاحاً مماثلاً بعد ذلك بوقت قصير حيث قصفت الجزائر في الأعوام 1682، 1683 و1688 ما أدى لتأمين سلامٍ دائمٍ، وكذا الأمر مع طرابلس الغرب في 1686. في عامي 1783 و1784 قصف الإسبان أيضاً الجزائر في محاولةٍ للحد من القرصنة. ثم وللمرة الثانية دمر الأدميرال بارسيلو المدينة بصورة كبيرة بحيث طلب داي الجزائر من إسبانيا التفاوض على معاهدة سلامٍ ومنذ ذلك الحين كانت السفن الإسبانية والسواحل آمنةً لوقتٍ طويل.
حتى إعلان الاستقلال الأمريكي عام 1776 حمت المعاهدات البريطانية مع دول شمال إفريقيا السفن الأمريكية من القراصنة. المغرب التي كانت عام 1777 أول دولة مستقلة تعترف بالولايات المتحدة أصبحت عام 1784 أول قوةٍ استولت على سفينةٍ أمريكيةٍ بعد الاستقلال. تمكنت الولايات المتحدة من تأمين معاهدات السلام من خلال دفع فديةٍ للحماية من الهجوم. بلغت النفقات المدفوعة من قبل حكومة الولايات المتحدة على شكل فدىً حوالي 20% من النفقات السنوية عام 1800. أفضى هذا إلى اندلاع الحرب الليبية الأمريكية والتي أنهت دفع الفدية.
عام 1815 أشعل احتلال بالما في جزيرة سردينيا -حيث أسر حوالي 158 شخصاً- من قبل عمارةٍ تونسيةٍ السخط على نطاقٍ واسعٍ. كانت بريطانيا بحلول ذاك الوقت قد حظرت تجارة الرقيق وكانت تسعى لإقناع الدول الأخرى على الحذو حذوها ما أدى إلى شكاوى من قبل الدول الأوروبية التي كانت لاتزال عرضةً للقرصنة لكن خطط بريطانيا لوضع حد لتجارة الرقيق الإفريقية لم تمتد إلى وقف استعباد الأوروبيين والأمريكيين.
لتعزيز حملة مكافحة العبودية تم إرسال اللورد اكسماوث عام 1816 لتوفير امتيازاتٍ جديدةٍ طرابلس الغرب وتونس والجزائر بما في ذلك تعهدهم بعلاج الأسرى المسيحيين في أي صراعٍ مستقبلي كأسرى حرب وليس كعبيد، وكذلك تم فرض السلام بين الجزائر وممالك سردينيا والصقليتين. في أول زيارة له تفاوض اكسماوث بمعاهداتٍ مرضيةٍ وأبحر عائداً. بينما كان التفاوض جارياً كان عدد من صيادي سردينيا الذين استقروا في عنابة على الساحل التونسي يعاملون بقسوةٍ دون علمه. في 17 آب وفي تحالفٍ مع الأسطول الهولندي بقيادة الأدميرال فان دي في كابلين تم قصف الجزائر، وقدمت كل من الجزائر وتونس تنازلات جديدة نتيجة ذلك.
جددت الجزائر غاراتها على العبيد وإن كان على نطاق أصغر. حيث تمت مناقشة التدابير الواجب اتخاذها ضد حكومة المدينة في مؤتمر اكس لا شابيل عام 1818. وفي عام 1820 قام الأسطول البريطاني تحت قيادة الادميرال هاري نيل بقصف الجزائر مرة أخرى. لم تتوقف نشاطات القرصنة في الجزائر بصورة كاملة حتى احتلالها من قبل فرنسا عام 1830.

### أفريقيا
في إحدى المراحل، كان هناك ما يقارب ال1000 من القراصنة في مدغشقر. كانت جزيرة إيل سانت ماري قاعدة شعبية للقراصنة على مر القرون السابع عشر والثامن عشر. قاعدة يوتوبيا القراصنة الأكثر شهرة للكابتن ميسون وطاقمه من القراصنة (الذين كانوا خياليين على الأغلب)، والذي يزعم أنه أسس مستعمرة "Libertatia" في شمال مدغشقر في أواخر القرن السابع عشر، حتى تم تدميرهم في هجوم مباغت من قبل مواطني الجزيرة عام 1694.

### جزر الكناري
نظرًا للوضع الاستراتيجي لهذا الأرخبيل الإسباني باعتباره ملتقى طرقًا بحريًا وجسرًا تجاريًا بين أوروبا وإفريقيا وأمريكا
، فقد كان هذا أحد الأماكن على هذا الكوكب مع وجود أكبر عدد من القراصنة.
في جزر الكناري، يبرز ما يلي: كانت الهجمات والنهب المستمر للقرصنة البربرية والإنجليزية والفرنسية والهولندية ناجحة أحيانًا وفشل في كثير من الأحيان؛ ومن ناحية أخرى، وجود القراصنة والقراصنة من هذا الأرخبيل، الذين قاموا بغزواتهم في منطقة البحر الكاريبي. من بين أولئك الذين ولدوا في الأرخبيل يبرز فوق كل شيء أمارو رودريغز، الذي استفاد منه الملك فيليب الخامس ملك إسبانيا بشكل متكرر في غاراته التجارية والقرصنة.

### آسيا

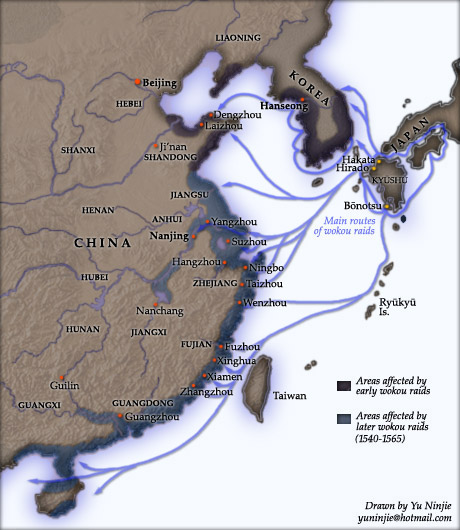
غارات القراصنة اليابانيين في القرن السادس عشر.

في شرق آسيا وخلال القرن التاسع، تركز معظم السكان حول مواقع النشاط التجاري في مقاطعتي شاندونغ وجيانغسو الساحلية. قام الأثرياء، ومن ضمنهم جانغ بو غو بتأسيس معابد شلا البوذية في المنطقة. أصبج جانغ بو غو ساخطاً بسبب المعاملة السيئة لمواطنيه، والذين وقعوا كضحية للقراصنة أو قطاع الطرق خاصة في أواخر عهد أسرة تانغ. بعد عودته إلى شلا مصطحباً أسطولاً هائلا، إلتمس جانغ ملك شلا (Heungdeok) بإقامة حامية بحرية دائمة لحماية أنشطة شلا التجارية في البحر الأصفر. وافق الملك على هذا، وفي عام 828 تأسست رسميا الحامية والتي تعرف اليوم بجزيرة واندو في كوريا. أعطى الملك لجانغ جيشا من 10,000 رجلا لانشاء وتحسين الأعمال الدفاعية. لا تزال بقايا هذه الحامية موجودة على جزيرة جانغ قبالة الساحل الجنوبي لواندو. وعلى الرغم من من إن الحامية كانت إسميا تحت حكم الملك، إلا إن جانغ كان المسيطر الفعلي، واصبح المتحكم بالتجارة والملاحة في البحر الأصفر.
في القرن الثالث عشر قدم القراصنة اليابانيين "Wokou" لأول مرة في شرق آسيا، وبدأوا غزواتهم التي استمرت ل300 عام. بلغت أعمالهم ذروتها في الخمسينيات من القرن السادس عشر، ولكن بحلول ذلك الوقت كان معظم قراصنة ال"Wokou" من المهربين الصينيين الذين كان لديهم رد فعل قوي ضد الحظر الصارم الذي فرضته أسرة مينغ على التجارة البحرية الخاصة.

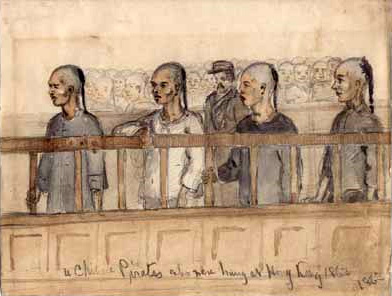
اربعة من القراصنة الصينيين الذين شنقوا في هونغ كونغ عام 1863

بدأت القرصنة في جنوب شرق آسيا  مع تراجع أسطول يوان بعد خيانتهم من قبل حلفائهم الجاويون. قام ضباط البحرية المنكوبين، الذين يتكون أغلبهم من قبائل الكانتون والهوكل"hoklo"، بإنشاء عصاباتهم الصغيرة بالقرب من مصبات الأنهار لحماية أنفسهم. جندوا السكان المحليين كجنود مشاة، وعرفوا باسم لانغ (بلغة الملايو: lanun، وهذا يعني 'القراصنة') لاقامة حصونهم. ترافقت قوتهم وشراستهم مع نمو تجارة الحرير والتوابل البحرية.
القراصنة الذين قبلوا بالعفو الملكي من أمبراطورية تشولا، كان عليهم أن يعملوا في الخدمة البحرية باسم "Kallarani"، حيث يستخدون كخفر سواحل ويرسلون في مهمات للتعامل مع القراصنة العرب في البحر العربي. وهذه الوظيفة مماثلة لعمل القراصنة التفويضيين في القرن الثامن عشر والتي استخدمتها البحرية الملكية.
ابتداء من القرن الرابع عشر تم تقسيم هضبة الدكن (الواقعة جنوب شبه الجزيرة الهندية) إلى كيانيين: القسم الأول أستقرت فيه سلطنة البهمنيون المسلمة والقسم الثاني ملوك الهندوس الذين أنتعش حكمهم في جميع أنحاء إمبراطورية فيجاياناغارا. تطلبت الحروب المستمرة الكثير من إمدادات الخيول والتي تم استيرادها من خلال الطرق البحرية من بلاد فارس وأفريقيا. تعرضت هذه التجارة إلى غارات عديدة من قبل القراصنة المتمركزين في السواحل الغربية للهند.
خلال القرنين السادس عشر والسابع عشر، كان هناك القرصنة الأوروبية المتكررة ضد التجار الهنود والمغول، وخاصة أولئك الذين في طريقهم إلى مكة للحج. ووصل الموقف ذروته عندما هاجم البرتغاليين واستولوا على سفينة رحيمي التي تنتمي إلى جودا باي الملكة المغولية، مما أدى إلى استيلاء المغول على المدينة البرتغالية دامان. في القرن الثامن عشر حكم قراصنة مارثا الشهيرين البحر بين بين مومباي وغوا. هاجم المارثيين سفن الشحن واصروا بأن تدفع شركة الهند الشرقية الضرائب أذا ارادوا الإبحار خلال مياههم.
كان بحارة البوغيس من سولاوسي الجنوبية قراصنة سيئي السمعة، حيث كانوا يبحرون من اقصى الغرب مثل سنغافورة وشمالا حتى الفلبين بحثا عن أهداف للقرصنة. قراصنة الأورانغ لاوت تحكموا بالنقل البحري في مضيق ملقا والمياه حول سنغافورة، أما قراصنة الملايو وايبان فقد كانوا يعتدون على الشحن البحري في المياه بين سنغافورة وهونغ كونغ من ملاذهم في سراوق. قراصنة مورو في جنوب الفلبين قاموا يمضايقة سفن الشحن الإسبانية وألقوا الرعب في المستوطنات المسيحية في الفلبين.
عانت القرصنة في منطقة خليج تونكين 
خلال فترة حكم أسرة تشينغ نمت أساطيل القراصنة الصينيين على نحو متزايد واثر هذا على التجارة الصينية بنطاق واسع. حيث إستهدقت تجارة الخردة في الصين،(التي ازدهرت في فوجيان وغوانغدونغ وكانت شريانا حيويا للتجارة الصينية). سيطرت أساطيل القراصنة على القرى الواقعة على الساحل، وجمعت الجزية وقامت بالابتزاز.
في الأربعينيات والخمسينيات من القرن التاسع عشر، ناضلت القوات البحرية الأمريكية والقوات البحرية الملكية معا ضد القراصنة الصينيين. وقد خاضوا معارك كبرى مثل معركة خليج تاي-هو "Ty-ho" ومعركة نهر تونكين مع ذلك فقد واصلت سفت الجنك نشاطها خلال السنوات القادمة. لكن وخلال هذا، تطوع بعض المواطنين الأمريكيين والبريطانيين للخدمة مع القراصنة الصينيين ضد القوات الأوروبية. عرض البريطانيين المكافآت للقبض على الغربيين الذين يعملون مع القراصنة الصينيين. خلال حرب الأفيون الثانية وتمرد تايبينغ دمرت سفت الجنك باعداد هائلة من قبل القوات البحرية البريطانية.

### الخليج العربي
كان الساحل الجنوبي للخليج العربي في أواخر القرن الثامن عشر معروفاً عند البريطانيين بساحل القراصنة. حيث تمت السيطرة على الممرات البحرية في الخليج العربي من قبل القواسم والقوات البحرية المحلية الأخرى.
كان رحمة بن جابر الجلهمي، الحاكم الكاريزمي الذي أصبح بنجاح القرصان الأكثر شعبية في المنطقة، وأيضا أول من ارتدى رقعة العين بعد أن خسر عينه في معركة . . ومنذ ذلك الحين أصبحت رقعة العين مرتبطة بالقراصنة.

### منطقة الكاريبي
```
انظر أيضاً: 
القرصنة في الكاريبي
```

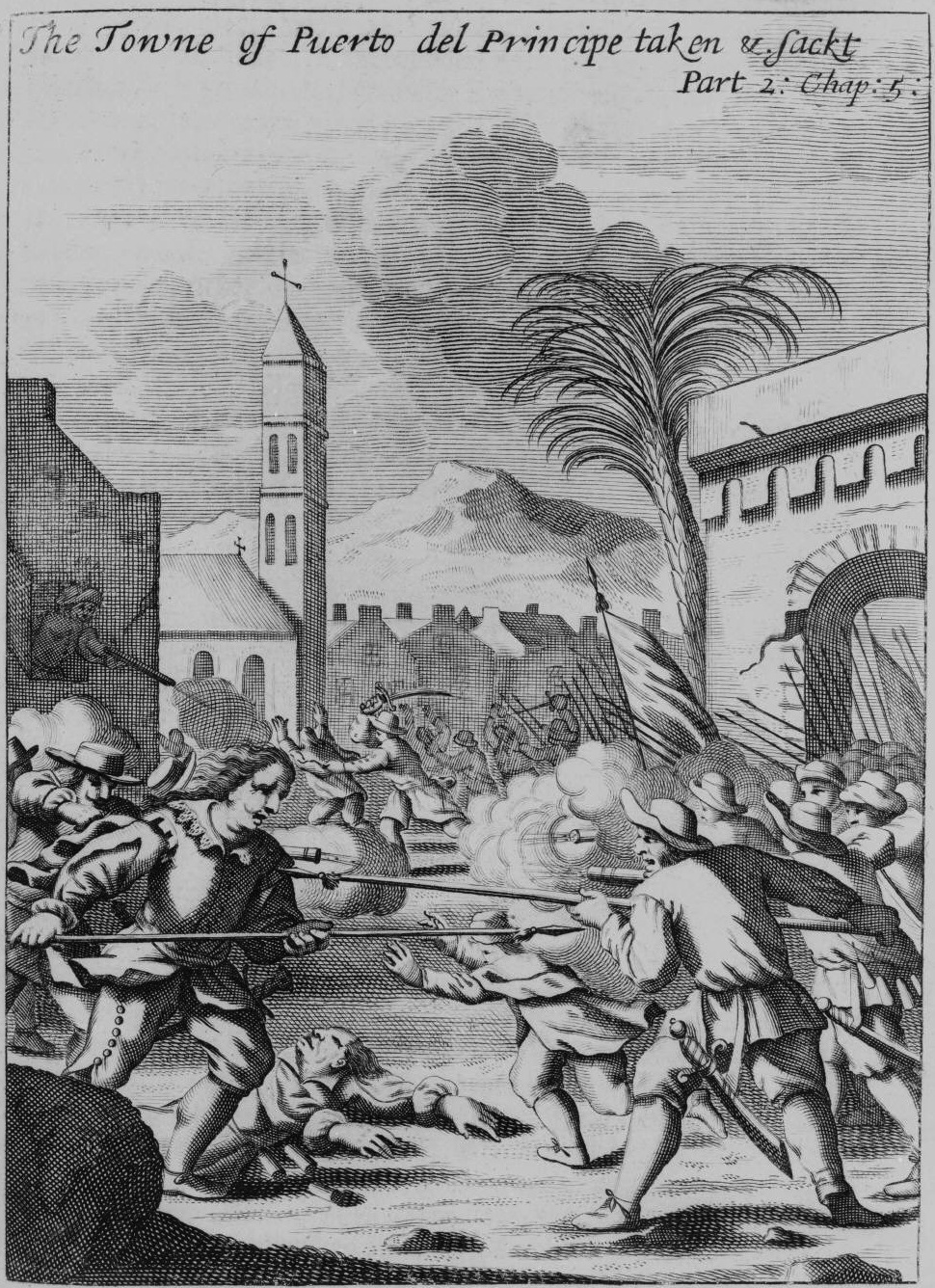
مدينة بويرتو ديل برينسيبي خلال نهبها عام 1668 من قبل هنري مورغان

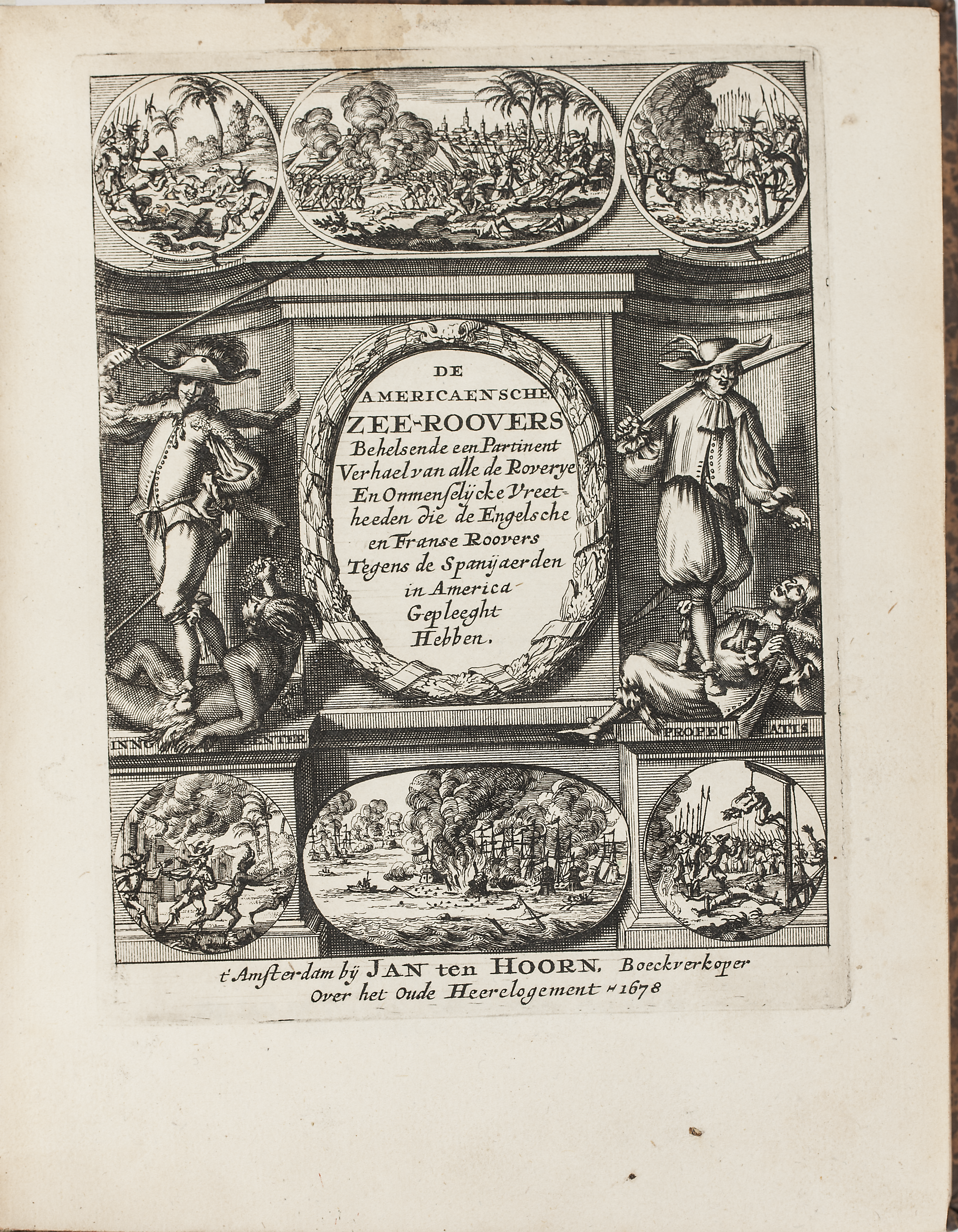
كتاب عن القراصنة نشر لأول مرة في 1678 في أمستردام.

استمر عهد القراصنة الكلاسيكي في البحر الكاريبي من 1650 وحتى منتصف عام 1720. قبل عام 1650، بدأت فرنسا، إنجلترا والمقاطعات المتحدة لتطوير الإمبراطوريات الاستعمارية. يتضمن هذا التجارة البحرية على نطاق واسع وتحسن للوضع الاقتصادي العام، حيث كان هناك المال بيصنع -أو ليسرق- والكثير منه نقل على متن السفن.
نشأت القرصنة الفرنسية في شمال هيسبانيولا في وثت مبكر من عام 1625، لكنهم عاشوا في البداية كصيادين أكثر من كونهم لصوص. وكان انتقالهم للقرصنة الكاملة تدريجياً وبدافع جزئي لمكافحة الجهود الإسبانية للقضاء على القراصنة والحيوانات التي يعتمدون عليها. انتقال القراصنة من هيسبانيولا إلى جزيرة خارجية يمكن الدفاع عنها بشكل أكبر وهي «تورتوغا» حدد مواردهم وسارع في غاراتهم. ألكسندر إكسكويميلين، قرصان ومؤرخ لا يزال مصدراً رئيسياً لتلك الفترة.

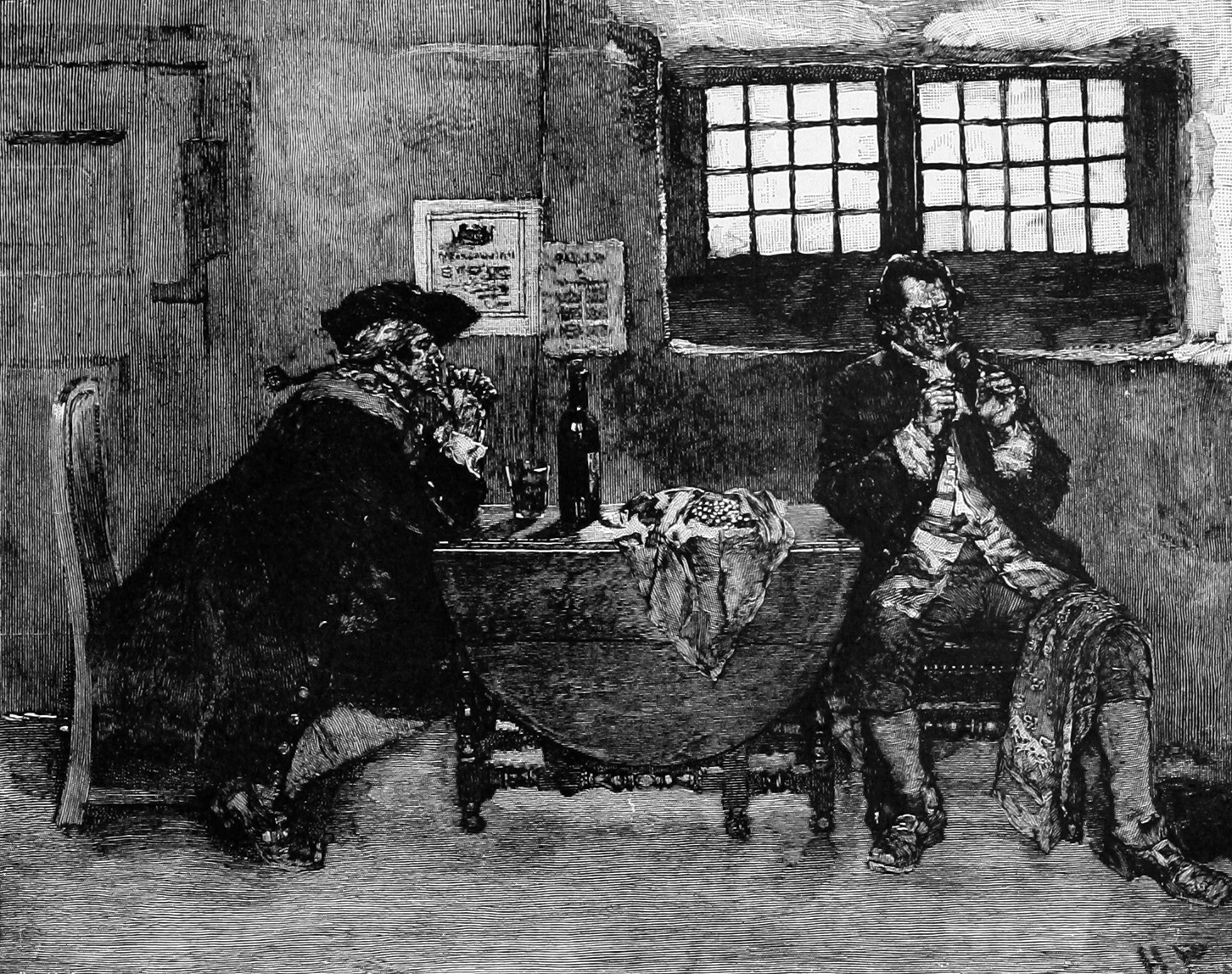
رسم يوضح هنري ايفري يبيع المسروقات، بواسطة هوارد بايل

تعزز نمو القرصنة في تورتوغا بإستيلاء الإنجليز على جامايكا من إسبانيا في 1655. حكام الإنجليز الأوال منحوا رسائل بالأذن بحرية القراصنة في تورتوغا ومواطنيهم. بينما وفرت مدينة بورت رويال مكانا مربحاً وممتعاً لبيع الغنائم. في الستينات من نفس القرن، منح الحاكم الفرنسي الجديد لتورتوغا، برتراند دي أوغرون الشروط نفسها للقراصنة كتفويضيين، مما أوصل القرصنة في الكاريبي إلى أوجها.

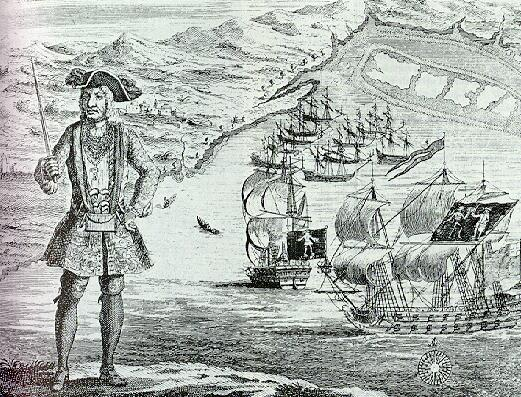
بارثميليو روبرتس،القرصان الأكثر سطواً،خلال العصر الذهبي للقراصنة.

بدأت مرحلة جديدة من القرصنة في التسعينات من القرن السابع عشر عندما بدأ القراصنة الإنجليز بالبحث عن الكنوز. أدى سقوط ملك بريطانيا ستيوارت لعودة العداوة التقليدية بين بريطانيا وفرنسا، وبالتالي إنهاء التعاون المربح بين الإنكليز وجامايكا، وبين تورتوجا وفرنسا. كذلك أدى دمار بورت رويال في زلزال جامايكا 1692 إلى تقليل الجذب السياحي في منطقة البحر الكاريبي نتيجة لتدمير سوق القراصنة الرئيسي بسبب النهب.
حاكم مستعمرة الكاريبي بدأوا بتجاهل السياسة التقليدية «لا سلام خلف الخط» (والتي تعني تقريباً بأن البعض منا لا يحب السلام فإن كنت محبا للسلام لا تأتي فلن يكون هناك سلام ولا رحمة)، مما يعني أن الحرب ستستمر في منطقة الكاريبي بغض النظر عن معاهدات السلام التي وقعت في أوروبا، ومن هنا سيتم منح خطابات الحرية في زمن الحرب فقط، وستكون محددة وصارمة. وعلاوة على ذلك، فإن الكثير من مدن الإسبان الرئيسية قد استنفدت. فماراكايبو وحدها قد تم احتلالها ثلاث مرات بين 1667 و 1678  في حين أن "Riohacha" قد أغير عليها خمس مرات وتولو ثمان مرات.
وفي الوقت نفس، أصبحت مستعمرات إنجلترا الأقل حظا، بما في ذلك برمودا، نيويورك، ورود آيلاند، تعاني من نقص الأموال، بسبب قوانين الملاحة التي قيدت التجارة مع السفن الأجنبية. وكان التجار والحكام المتعطشون للمال مستعدون للتغاضي عن أعمال ورحلات القراصنة، وأحدهم قد دافع بشكل رسمي عن القراصنة حيث قال: «أنه لمن القسوة شنق رجال يجلبون الذهب لهذه المدن». عمل بعض هؤلاء القراصنة من نيو إنجلاند والمستعمرات الوسطى مستهدفين المستعمرات النائية لإسبانيا ف يالمحيط الهادي، كذلك كان المحيط الهندي هدفا مغريا ومثرياً. كان المنتوج الاقتصادي للهند خلال هذا الوقت كبيرا، خصوصا في السلع الفاخرة ذات القيمة العالية كأقمسة الحرير والكاليكو "calico" التي جعلت السفن الهندية مثالية للصيد. في هذا الوقت، لم تفعل القوات البحرية شيئاً ضد الهجمات على السفن المحلية وشركات الهند. مهد هذا الأمر الطريق لظهور قراصنة مشهورين مثل،توماس تيو، هنري إيفري، روبرت كوليفورد (على الرغم من إن ذنبه لا يزال مثيرا للجدل) ووليام كيد.
بين عامي1713 و 1714، تم توقيع سلسلة من اتفاقيات السلام والتي أنهت حرب الخلافة الإسبانية. ومع نهاية هذا الصراع، تم إعفاء الآلاف من البحارة، بما في ذلك القراصنة التفويضيين البريطانيين، من الخدمة العسكرية. كانت النتيجة وجود عدد كبير من البحارة المدربين والخاملين في الوقت الذي بدأت فيه التجارة في المحيط الأطلسي بالازدهار. بالإضافة لذلك فإن الأوربيين الذين دفعتهم البطالة إلى أن يصبحوا بحارة وجنود كانوا متحمسين للتخلي عن هذه المهنة والتوجه للقرصنة في كثير من الأحيان. هذا أعطى القراصنة على مر السنين مجندين أوربيين مدربين ويمكن العثور عليهم بسهولة في مياه غرب افريقيا وفي السواحل.
في عام 1715، أطلق القراصنة غارة كبيرة على الغواصين الأسبان في محاولة لاستعادة الذهب من كنز جاليون الغارق بالقرب من ولاية فلوريدا. كان السب الأول قوة القراصنة وجود مجموعة من القراصنة التفويضيين الإنجليز السابقين، والذين سرعان ما سيوصمون بالعار وهم : هنري جينينغز،تشارلز فاين، صموئيل بيلامي وإدوارد إنجلترا
انجلاند. كان الهجوم ناجحا، ولكن خلافا لتوقعاتهم، فقد حاكم جامايكا السماح لجينينغز وزملائه بإنفاق غنائمهم على جزيرته. ومع أغلاق كينغستون وبورت رويال في وجوههم وجد جينينغز ورفاقه مقراً جديدا لهم في ناساو في جزيرة بروفيدانس الجديدة في جزر البهاما والتي تم التخلي عنها خلال الحرب. أصبحت ناساو مقرا لهؤلاء القراصنة والعديد من المجندين حتى وصول الحاكم وودز روجر بعد ثلاث سنوات.
بدأت حركة الملاحة بين أفريقيا ومنطقة البحر الكاريبي وأوروبا بالازدهار في القرن الثامن عشر، وهو نموذج عرف باسم التجارة الثلاثية، وكانت هدفا غنياً للقراصنة. أبحرت السفن التجارية من أوروبا إلى الساحل، مقايضة السلع المصنعة والأسلحة بالعبيد. يذهب التجار بعدها إلى الكاريبي لمبادلة العبيد ببعض السلع كالسكر، التبغ والكاكاو. كذلك كان هناك بعض السفن التي تحمل المواد الخام، سمك القد والرم إلى أوروبا، والتي كانت تبادل مع بعض السلع، حيث تنقل إلى الكاريبي (مع السلع الأصلية المتبقية) ليتم مبادلتها مع السكر والعسل الأسود ومن ثم كانت تنقل مع بعض المواد المصنعة إلى نيو انغلاند. إستطاعت سفن التجارة الثلاثية تحقيق المال في كل محطة تتوقف فيها.

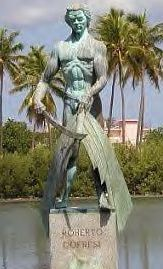
كورفيسي،أخر القراصنة الناجحين في الكاريبي.

كجزء من تسوية السلام في حرب الخلافة الإسبانية، حصلت بريطانيا على الأسينتو (وهو إذن معطى من قبل الحكومة الإسبانية إلى بلدان أخرى لبيع الناس كعبيد إلى المستعمرات الإسبانية، بين عامي 1543 و 1834). ساهم هذا الاتفاق بشكل كبير في انتشار القرصنة عبر غرب المحيط الأطلسي في هذا الوقت. في ذات الوقت، إزدهر الإبحار والشحن إلى المستعمرات مع ظهور العديد من البحارة المهرة بعد الحرب. استخدمت شركات الشحن الفائض من العمال لدفع الأجور الأدنى، وكانت الظروف المهيئة لهم بغيضة، حيث عانت السفن من معدلات وفيات أعلى مما حدث مع العبيد المنقولين، حتى إن الكثير منهم فضل العمل بحرية كقراصنة. من بين أشهر القراصنة سيئي السمعة كان هناك،إدوارد تيتش المعروف باللحية السوداء، كاليكو جاك والذي يعرف أيضا باسم جون راكهام، وبارثولوميو روبرتس. وكان معظم هؤلاء القراصنة يقبض عليهم أو يقتلون في نهاية المطاف من قبل الحكومة.
انخفضت القرصنة في منطقة البحر الكاريبي على مدى العقود القليلة ما بعد 1730، ولكن بحلول أعوام 1810 جاب العديد من القراصنة المياه على الرغم من أنهم لم ينجحوا أو يخوضوا البحر كأسلافهم. كان من أنجح القراصنة في ذلك العهد جان لافيت وروبرتو كوفريسي، يعتبر لافيت من قبل الكثير بأنه أخر القراصنة بسبب جيشه من القراصنة وأسطول من سفن القراصنة الذين عقدوا القواعد داخل وحول خليج المكسيك. شارك لافيت ورجاله في حرب عام 1812،معركة نيو اورليانز. أما كوفريسي فقد أصبح هدفا رئيسيا لعمليات مكافحة القرصنة الدولية.

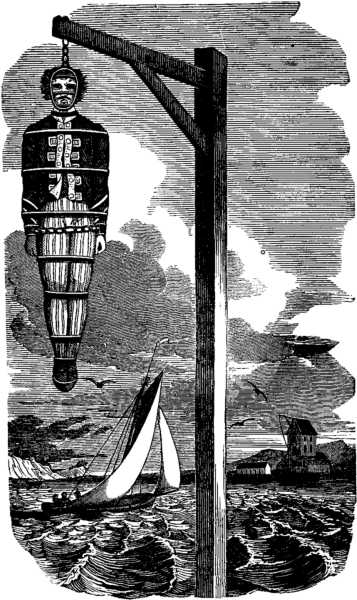
شنق الكابت كيد،التوضيح من كتاب القراصنة (1837)

توسعت خطة القضاء على القرصنة من المياه الأوروبية لتشمل منطقة البحر الكاريبي في القرن الثامن عشر، وغرب أفريقيا وأمريكا الشمالية خلال بدايات القرن الثامن عشر. حتى المحيط الهندي أصبح موقعاً صعبا على القراصنة للعمل فيه.
يدأت إنجلترا بالوقوف بقوة ضد القرصنة، في مطلع القرن ال18، حيث أصبحت القرصنة خطراً مدمراً من الناحية الاقتصادية والتجارية في البلاد. وكان القانون الجديد يسمحُ بِمُقاومة القرصنة بشكلٍ أكثر فعاليَّة، وفي أي مكان تابع لجلالة الملك، في الجزر والمزارع والمستعمرات والحصون والمصانع. أصبح الأدميرالات قادرون على عقد جلسة المحكمة والاستماع إلى محاكمات القراصنة في أي مكان يرونه مناسباً بدلاً من اشتراط أن تعقد المحكمة في إنجلترا، وكان مفوضي نوائب الأدميرالات أيضاً مخولين ب«سلطة كاملة» كإصدار الأوامر، واستدعاء الشهود الضروريين، والبت النهائي في أي قضية سواء كانت قرصنة أو سطو، أو جناية. أدى هذا إلى إعدام حوالي 600 من القراصنة وهو ما يمثل 10% من القراصنة النشطين في ذلك الوقت في منطقة البحر الكاريبي.

## قراصنة بارزون
- اللحية السوداء
- مراد رايس
- امارو البغروس
- آن بوني
- رايس حميدو بن علي
- كاليكو جاك
- ماري ريد
- تشارلز فاين
- بينجامين هورنغولد
- ادوارد لو

## الوقت المعاصر
ظهر في الوقت المعاصر عنصر القراصنة الصوماليين، الذين تميزوا بالأستيلاء على عدة سفن تجارية دولية.
كما يوجد قراصنة ماليزيون واندونيسيون يهاجمون السفن ويأخذون مابها من اموال في مضيق ملقا الذي يقع بين اندونيسيا وماليزيا

## وصلات خارجية
- القرصنة: الاتجاهات الحالية والتدابير غير التشريعية للتصدي لها - اليونسكو